# Medaglia interalleata della vittoria (Portogallo)
La Medaglia della Vittoria (in portoghese Medalha da Vitória) è una medaglia militare portoghese, istituita con Decreto del 15 luglio 1919 a seguito di una accordo con gli alleati dopo la vittoria nella prima guerra mondiale.
Fu disegnata dallo scultore João da Silva; ne furono prodotte circa 100.000.

## Concessioni
La medaglia fu assegnata a tutti coloro che prestarono servizio dopo il 9 marzo 1916 nell'esercito portoghese mobilitato per la prima guerra mondiale, compresi chi era integrato nel Corpo Expedicionário Português e nel Corpo de Artilharia Pesada Independente e a chi aveva combattuto in Africa per la difesa delle colonie portoghesi e la conquista delle colonie tedesche.
Erano esclusi solo i militari condannati da un tribunale militare per aver commesso crimini militari o che avessero subito sanzioni disciplinari.

## Insegne

### Medaglia
La medaglia è costituita da un disco di bronzo del diametro di 36 mm recante: 
sul drittola dea alata della Vittoria con un fiore della pace nella mano destra e una corona d'alloro nella mano sinistra;
sul rovesciola legenda in portoghese MEDALHA DA VITORIA, "Medaglia della Vittoria", con lo stemma nazionale affiancato da cinque Cruz de guerra; mancano i nomi delle nazioni alleate e la scritta "La grande guerra per la civiltà".

### Nastro
La medaglia andava indossata a sinistra sul petto, appesa ad un nastro di seta con i colori di un doppio arcobaleno, uguale per tutti i paesi alleati. Come è consuetudine in Portogallo, il nastro passava attraverso una fibbia, al centro della quale andava posta una stella di metallo se il decorato aveva prestato servizio in combattimento.
Una piccola decorazione ad asola nei colori del nastro veniva indossata sul risvolto degli abiti. Sugli abiti da cerimonia si indossava una versione in miniatura della medaglia, appesa a un nastrino o una catena. Sulle uniformi veniva indossata una barretta.